# Судова справа
Судова справа — в загальному сенсі це суперечка між протилежними сторонами, яка може бути вирішена судом або якимось рівноцінним судовим процесом.

## Класифікація
Судова справа — справа (правовий спір), яка розглядається в суді із веденням відповідних документів, довідок та ін., резолюцій, які підшиваються у справу, а також із веденням обліково-статистичної картки по справі.
Судова справа — справа, що розглядається в порядку адміністративного, господарського, кримінального або цивільного судочинства, справа про адміністративне правопорушення (Рада суддів України, Рішення «Щодо Положення про автоматизовану систему документообігу суду» від 26.11.2010 N 30).
Судова справа — позовні заяви, скарги, матеріали кримінального провадження, подання та інші передбачені законом процесуальні документи, що подаються до суду і можуть бути предметом судового розгляду, а також судові процесуальні документи, що виготовляються судом (п.п. 1.2.1 п. 1.2. Положення про автоматизовану систему документообігу суду, затвердженого Рішенням Ради суддів України від 26.11.2010,  № 30 «Щодо Положення про автоматизовану систему документообігу суду» (у редакції рішення Ради суддів України від 02.04.2015 р. N 25)